# Playa de San Francisco

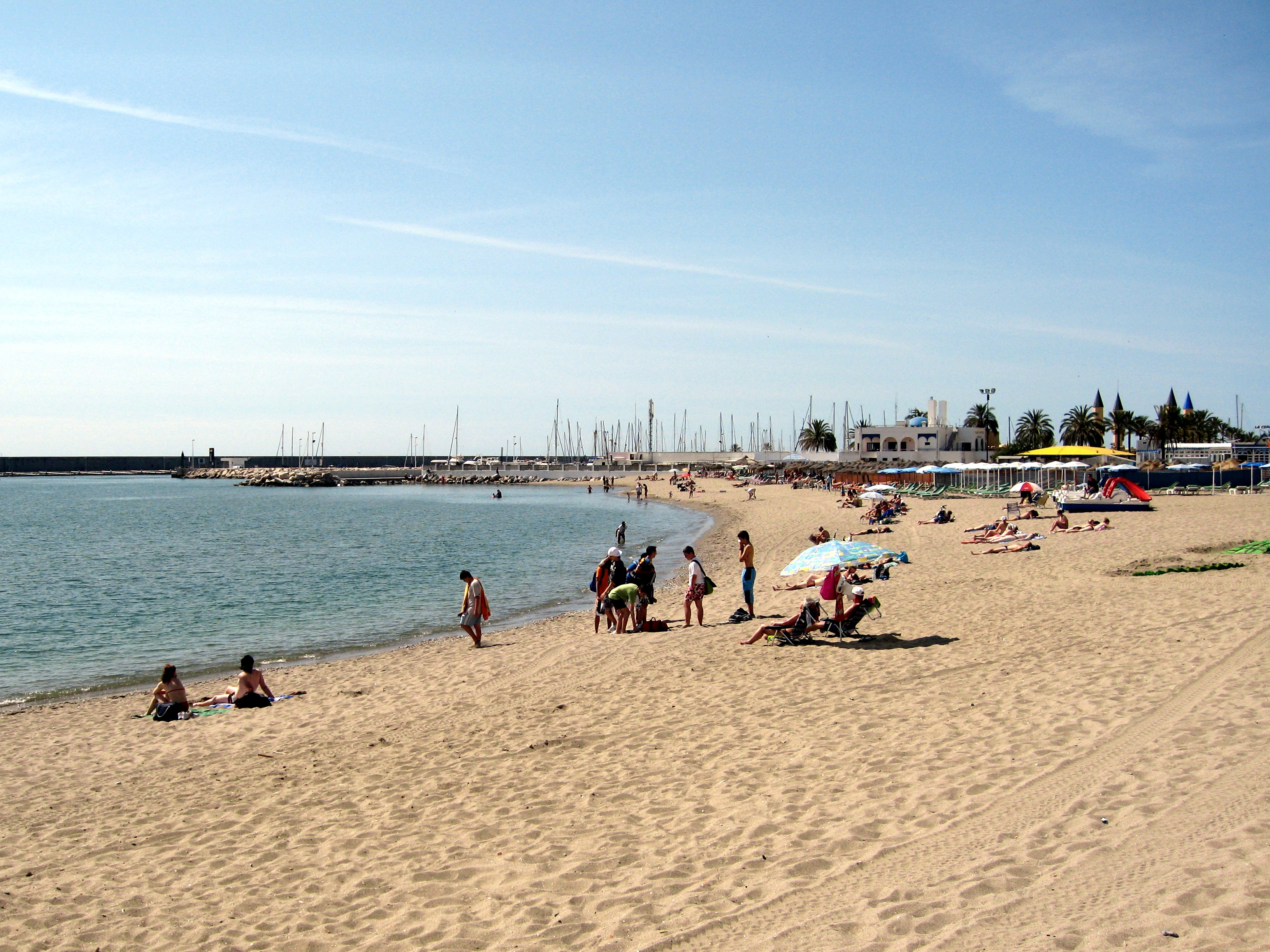
Playa de San Francisco.

La Playa de San Francisco, también llamada playa de Fuengirola, es una playa de Parque Goya 3 , en la Costa del Sol de la provincia de Málaga, Andalucía, España. Se trata de una pequeña playa urbana de arena oscura y aguas tranquilas situada en el centro de la ciudad y junto al puerto de Fuengirola. Tiene unos 350 metros de longitud y unos 20 metros de anchura media y es accesible desde el paseo marítimo. Es una playa de con un nivel alto de ocupación y con los servicios propios de las playas urbanas.